# Окруашвилеби
Окруашвилеби (груз. ოქრუაშვილები) — село в Грузии, на территории Хулойского муниципалитета автономной республики Аджария.

## География
Село находится в юго-западной части Грузии, на правом берегу реки Аджарисцкали, на расстоянии 1 километра (по прямой) к северо-северо-востоку от посёлка городского типа Хуло, административного центра муниципалитета. Абсолютная высота — 983 метра над уровнем моря.

## Население
По результатам официальной переписи населения 2014 года, в Окруашвилеби проживало 409 человек (211 мужчин и 198 женщин). В национальной структуре населения грузины составляли 100 %.
| Год  | Население, человек |
| ---- | ------------------ |
| 2002 | 556                |
| 2014 | ↘ 409              |